# 639
Раннє Середньовіччя. Триває чума Юстиніана. У Східній Римській імперії продовжується правління Іраклія. Значну частину візантійських земель захопили араби. Частина території Італії належить Візантії, на решті лежить Лангобардське королівство. Франкське королівство розділене між синами Дагоберта I. Іберію займає Вестготське королівство. В Англії триває період гептархії. Авари та слов'яни утвердилися на Балканах. Центр Аварського каганату лежить у Паннонії. У Моравії утворилася перша слов'янська держава Само.
У Китаї триває правління династії Тан. Індія роздроблена. В Японії триває період Ямато. У Персії династія Сассанідів доживає свої останні дні під тиском арабів. Арабський халіфат відвоював значні території у Візантії та Персії. У степах над Азовським морем утворилася Велика Булгарія.
На території лісостепової України в VII столітті виділяють пеньківську й празьку археологічні культури. У VII столітті продовжилося швидке розселення слов'ян. У Північному Причорномор'ї співіснують різні кочові племена, зокрема кутригури, утигури, сармати, булгари, алани, авари, тюрки.

## Події
- Після смерті Дагоберта I королем Нейстрії та Бургундії став Хлодвіг II. Австразією та Аквітанією править Сігіберт III. Через малолітство королів зростає роль мажордомів, які здійснюють фактичне правління.
- Араби розпочали завоювання Єгипту.
- У захопленому арабами палестинському місті Еммаус від чуми померло за оцінками 25 тис. людей.
- Северина обрано Папою Римським, але його освячення ще не відбулося через незгоду візантійського імператора Іраклія.